# Andreas Kramer
Pour les articles homonymes, voir Kramer.
Jens Andreas Kramer (né le 13 avril 1997) est un athlète suédois, spécialiste du demi-fond.

## Biographie
En 2017, il remporte le titre de champion d'Europe espoir sur 800 mètres, devançant le Britannique Daniel Rowden et l'Allemand Marc Reuther.
Le 25 juillet 2018, il établit un record national en 1 min 45 s 03 à Karlstad.
Le 11 août 2018, dans le Stade olympique de Berlin, Andreas Kramer égale son récent record de Suède, pour décrocher la médaille d'argent des championnats d'Europe, derrière le Polonais Adam Kszczot (1 min 44 s 59).
En 2020 il bat son record de Suède à Ostrava, avec 1 min 44 s 47.
Le 12 juillet 2024, il bat au Meeting Herculis de Monaco son propre record de Suède en 1 min 43 s 13.

## Palmarès
| Date | Compétition                       | Lieu      | Résultat | Épreuve | Temps         |
| ---- | --------------------------------- | --------- | -------- | ------- | ------------- |
| 2017 | Championnats d'Europe par équipes | Vaasa     | 3e       | 800 m   | 1 min 49 s 57 |
| 2017 | Championnats d'Europe espoirs     | Bydgoszcz | 1er      | 800 m   | 1 min 48 s 15 |
| 2018 | Championnats d'Europe             | Berlin    | 2e       | 800 m   | 1 min 45 s 03 |
| 2018 | Coupe continentale                | Ostrava   | 4e       | 800 m   | 1 min 47 s 03 |
| 2019 | Championnats d'Europe par équipes | Bydgoszcz | 5e       | 800 m   | 1 min 47 s 61 |
| 2022 | Championnats d'Europe             | Munich    | 4e       | 800 m   | 1 min 45 s 38 |
| 2024 | Championnats du monde en salle    | Glasgow   | 2e       | 800 m   | 1 min 45 s 27 |
| 2024 | Championnats d'Europe             | Rome      | 5e       | 800 m   | 1 min 45 s 70 |

## Records
| Épreuve    | Épreuve   | Temps              | Lieu   | Date            |
| ---------- | --------- | ------------------ | ------ | --------------- |
| 800 mètres | Plein air | 1 min 43 s 13 (NR) | Monaco | 12 juillet 2024 |
| 800 mètres | Salle     | 1 min 45 s 09      | Toruń  | 17 février 2021 |